# 110416 Cardille
110416 Cardille è un asteroide della fascia principale. Scoperto nel 2001, presenta un'orbita caratterizzata da un semiasse maggiore pari a 3,1906259 au e da un'eccentricità di 0,1870963, inclinata di 9,07945° rispetto all'eclittica.
L'asteoride è dedicato al personaggio televisivo statunitense Bill Cardille.